# Tolmerus calvoides
Tolmerus calvoides là một loài ruồi trong họ Asilidae. Tolmerus calvoides được Lehr miêu tả năm 1981. Loài này phân bố ở vùng Cổ Bắc giới.